# 土曜の夜はパラダイス
「土曜の夜はパラダイス」（どようのよるはパラダイス）は、1982年10月20日に発売されたEPOの4枚目のシングル。発売元はRCA ⁄ RVC。

## 背景
表題曲「土曜の夜はパラダイス」は、シュガー・ベイブのカバーであるデビュー曲「DOWN TOWN」に続き、フジテレビ系『オレたちひょうきん族』のエンディング・テーマ曲として採用され、1982年10月から使用された。番組の制作サイドが示した「土曜日の開放的な気分を唄にしてもらえたら」との要望に応えて作られた楽曲で、EPO自身が子供の頃にテレビで観た古いアメリカ映画や、ニューヨークの交差点をイメージして書いたという。この曲にOKが出る前は、後にアルバム『VITAMIN E・P・O』に収録される「PAY DAY」を提出していたが、プロデューサーの宮田茂樹から「もっと明るい曲の方がいい」と反対意見が出されたため、曲を変更することになったという。
後年EPOは、アレンジにChoro Clubの笹子重治を迎え、演奏を大幅に変更したセルフカバー・バージョンを自身のライブで披露しており、その音源はアルバム『air』に収録された。
ちなみにこの曲は、渡辺美里がデビューのきっかけとなったオーディション「ミス・セブンティーンコンテスト」(1984年) に出場した際、課題曲に選んでいる。「自分の声に合っていて、のびやかに、自由に自分らしさを出せる曲」との理由から選曲し、同コンテストで最優秀歌唱賞を獲得している。
B面は、3rdアルバム『う・わ・さ・に・な・り・た・い』からタイトル曲がリカットされた。本当はいろんな人に注目されたいし、それを声に出して言いたいけど、現実にはなかなか言えないという女性の心情を歌った曲。

## 収録曲
| 全作詞・作曲: EPO。 |                          |           |            |                                     |      |
| #                   | タイトル                 | 作詞      | 作曲・編曲 | 編曲                                | 時間 |
| 1.                  | 「土曜の夜はパラダイス」 | EPO       | EPO        | 清水信之 乾裕樹（ストリングス編曲） | 4:09 |
| 2.                  | 「うわさになりたい」     | EPO       | EPO        | 大村憲司                            | 4:30 |
| 合計時間:           | 合計時間:                | 合計時間: | 8:39       |                                     |      |

## 参加ミュージシャン
土曜の夜はパラダイス
- Rhythm Arrangement, Rhodes Piano, Guitar, Synthesizer: 清水信之
- Strings Arrangement, Acoustic Piano: 乾裕樹
- Drums: 村上秀一
- Bass: 富倉安生
- Guitar: 村松邦男
- Percussions: ペッカー橋田
- Back Vocals: EPO・宮田茂樹

うわさになりたい
- Computer Programmer: 松武秀樹
- Bass: 富倉安生
- Sax: 中村哲
- Percussions: 浜口茂外也
- Back Vocals: EPO

## リリース日一覧
| 地域 | リリース日     | レーベル  | 規格               | 規格品番 | 備考 |
| ---- | -------------- | --------- | ------------------ | -------- | ---- |
| 日本 | 1982年10月20日 | RCA / RVC | 7"シングルレコード | RHS-541  |      |

## カバー
| 曲名                 | アーティスト | 収録作品                            | 発売日         |
| -------------------- | ------------ | ----------------------------------- | -------------- |
| 土曜の夜はパラダイス | 一十三十一   | アルバム『YOUR TIME Route #1』      | 2012年11月14日 |
| 土曜の夜はパラダイス | 星野みちる   | アルバム『MY FAVORITE SONGS』       | 2016年9月7日   |
| 土曜の夜はパラダイス | May J.       | アルバム『Bittersweet Song Covers』 | 2022年11月9日  |

## 参考資料
- 『月刊ミュージック・ステディ』第4巻第3号、ステディ出版、1984年3月15日、94頁、雑誌08469-03。
- 『月刊ミュージック・ステディ』第4巻第3号、ステディ出版、1984年3月15日、93頁、雑誌08469-03。
- 渡辺美里『ココロ銀河〜革命の星座〜』朝日新聞出版、2020年4月。ISBN 978-4-02-251679-4。